# Konspiration 58
Konspiration 58 (KSP 58) är en mockumentär från 2002 i regi av Johan Löfstedt. Filmen illustrerar en för filmen påhittad konspirationsteori att fotbolls-VM 1958 inte spelades i Sverige. Filmen hade premiär i SVT2 den 29 maj 2002.

## Handling
Filmen följer en förening, KSP 58, som påstås ha grundats redan i början på 1960-talet och verkar för spridandet av information och avslöjandet av konspirationen och att matcherna i själva verket skulle ha spelats i Los Angeles. Anledningen till konspirationen var amerikanernas intresse för det nya TV-mediet och om det var möjligt att dupera en hel nation och övriga världen med hjälp av det. Enligt KSP 58 var Sveriges regering, fotbollsspelarna och stora delar av journalistkåren delaktiga i konspirationen.
I filmen presenteras föreningens bevis och det motstånd de mött från fotbollssupportrar. Flera svenska idrottsprofiler och fotbollsprofiler spelar sig själva i filmen som intervjuobjekt och med utgångspunkt att konspirationsteorin är känd.
Filmen avslutas med att visa hur filmen har manipulerat fotobevisen.

## Medverkande
- Bror Jacques de Wærn, författare, historiker
- Olof Arnell, KSP 58:s president
- Ingrid Lorentzen, KSP 58:s kassör
- Lennart Johansson, UEFA-president 1990-2007
- Agne Simonsson, landslagsspelare (1958)
- Kurt Hamrin, landslagsspelare (1958)
- Sigvard Parling, landslagsspelare (1958)
- Thomas Böhm, psykoanalytiker
- Caj Ernelli, bibliotekarie
- Ulf Drakenberg, sportjournalist
- Lars-Gunnar Björklund, sportjournalist

Bror Jacques de Wærn spelar rollen som grundare av föreningen i programmet i eget namn. Johan Löfstedts morfar, Per Löfstedt, spelar kommunalfullmäktiges ordförande i Motala och supporter till föreningen. Senare samarbetade Johan Löfstedt med Bror Jacques de Wærn i filmen Kometen där Johan Löfstedt klipper om de Waerns amatörfilmer från 1960-talets Stockholm så att bildmaterialet verkar föreställa dagen då en komet utplånar Stockholm.

## Produktion
Syftet med produktionen av filmen var, enligt producenten, att få folk att tänka över vad som är sant och inte av det som visas på TV. Johan Löfstedt ville illustrera fenomenet historieförnekelse och dra en parallell linje med konspirationer kring andra världskriget och Förintelsen. Konspiration 58 har många drag av diskret komedi, i likhet med många andra fiktiva dokumentärfilmer. Dessutom avslöjas hela upplägget som fiktivt i slutet, och föreningen KSP 58 som påhittad. Filmen följer flera av dokumentärfilmens konventioner vilket gör den trovärdig som verklig dokumentär. Föreningens ordförande är en verklig person, men allt som rör föreningen är fiktivt. Han, och föreningen, etableras med en lång historik och påstås delvis ha tystats i massmedia, men "dokumentären" kan visa tillfällen där den snarast av misstag uppmärksammats. Intervjuer med andra verkliga personer bidrar både till genrelikheten och filmens trovärdighet.

## Visning i SVT, mottagande och efterspel
Filmen visades ursprungligen i SVT2 29 maj 2002; inför visningen startades en webbplats för föreningen med historik och påstådda bevis i form av bilder, artiklar och böcker. Sveriges Television informerade inte innan i pressutskick och liknande att dokumentären var fiktiv, eller att konspirationsteorin och föreningen fabulerats för den här filmen, annat än vid en direkt fråga. De bad då journalisterna att hålla inne med det till efter visningen.
Filmen fick tre anmälningar till granskningsnämnden, bland annat för att Sveriges Television inte skulle sända falska dokumentärer utan att vara tydliga med det, men de friades i samtliga. Filmens konspirationsteori och påståendet om att fotbolls-VM 1958 inte ägde rum i Sverige har fått viss spridning efter filmen och blivit kvardröjande.
I samband med rapporteringen om Kurt Hamrins död år 2024 sändes ett manipulerat klipp från Konspiration 58 i Sveriges Television. I klippet hade en inspelning av Hamrins berömda mål mot Västtyskland manipulerats så att inspelningen föreföll inte kunna ha gjorts i Göteborg, på Nya Ullevi där matchen spelades. SVT:s Rapport tog med en rättelse i sin sändning tre dagar senare; man angav att sekvensen ur Konspiration 58 förekom i tidigare sändning "av misstag" och att byggnaden som funnits i inslaget var en detalj som var "manipulerad och inte äkta". Motsvarande rättelse förekom i Aktuellt och flera gånger på SVT:s webbplats.